# ラストコマンドポスト

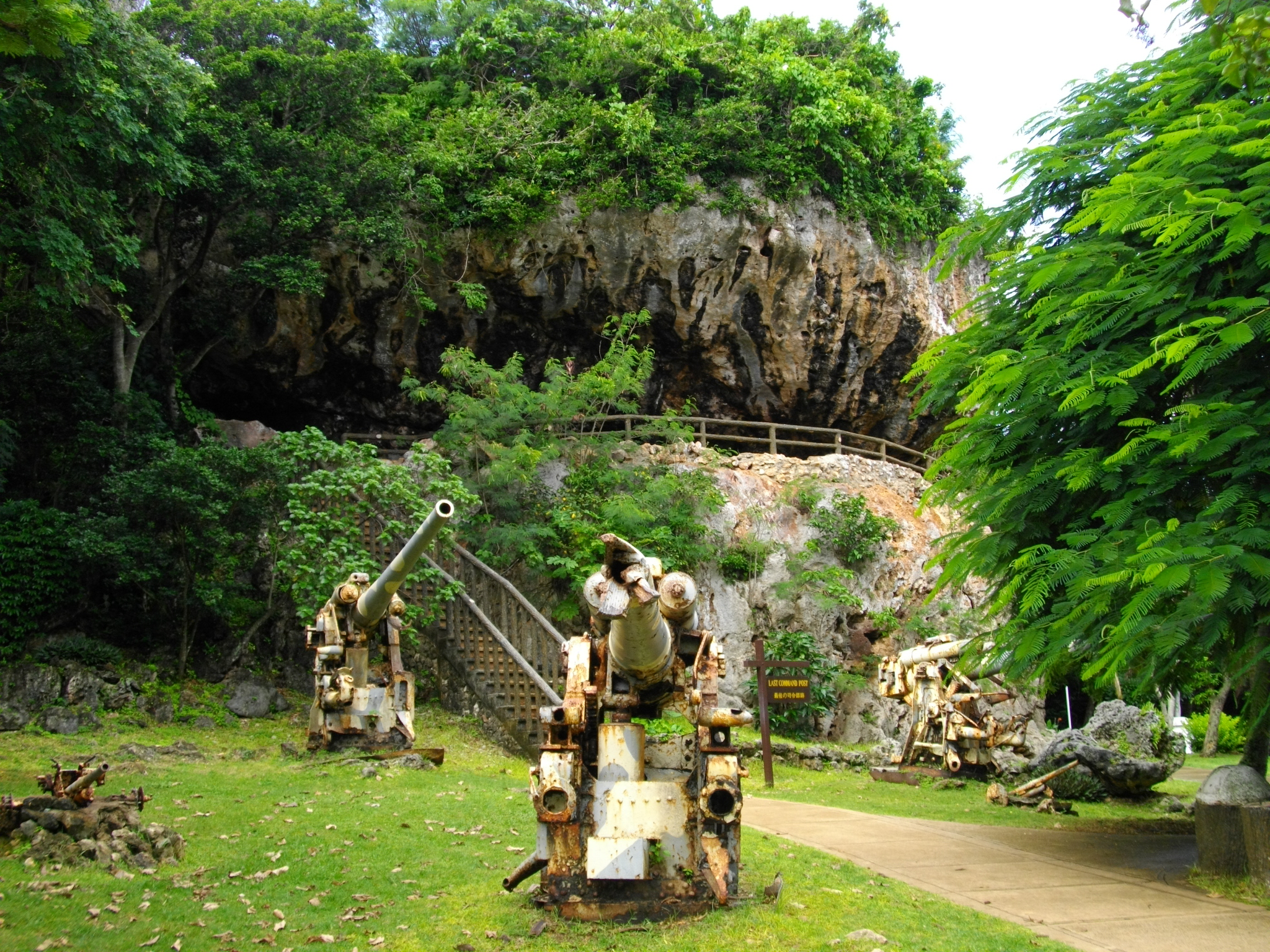
ラストコマンドポスト

ラストコマンドポスト（英語: Last command post）は、サイパン島北部のマッピ山の崖下にある戦跡地。

## 概要

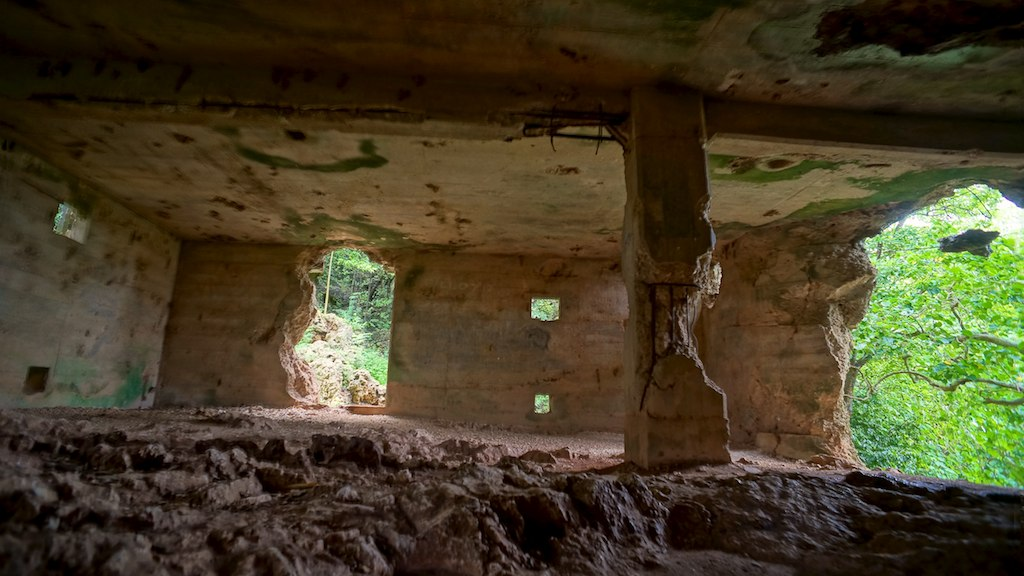
トーチカ内部

太平洋戦争中、マッピ山の崖下にある洞窟状の窪みにトーチカが造られ、日本軍最後の司令部が置かれたとされる。トーチカの壁には、アメリカ軍の砲弾が直撃し、直径2m程の穴が刻まれており、戦闘の激しさを物語っている。トーチカの前には、砲台が残されている。
ラストコマンドポスト周辺は、サイパン戦最後の組織的な戦闘が行われた地であり、戦没者慰霊碑が多く建立されている。

## 戦没者慰霊碑

### 中部太平洋戦没者の碑
1974年、日本政府はサイパン戦で亡くなった戦没者を慰霊する「中部太平洋戦没者の碑」を建立した。石碑は遺骨箱をかたどっており、台座の下には遺品が納められている。碑の前には石畳や灯籠が設けられ、日本庭園風になっている。2005年には、明仁天皇・美智子皇后（いずれも当時）が慰霊のために訪問した。

### おきなわの塔
1968年、犠牲になった沖縄県出身者の霊を慰めるために、当時の琉球政府によって建立された。戦前、サトウキビのプランテーションの労働者として、約9500人の沖縄県民が入植し、多くの人が戦禍に巻き込まれた。

### 太平洋韓国人追念平和塔
韓国政府によって建立された慰霊碑。当時の朝鮮からも多くの人が入植し、約700人が犠牲になった。

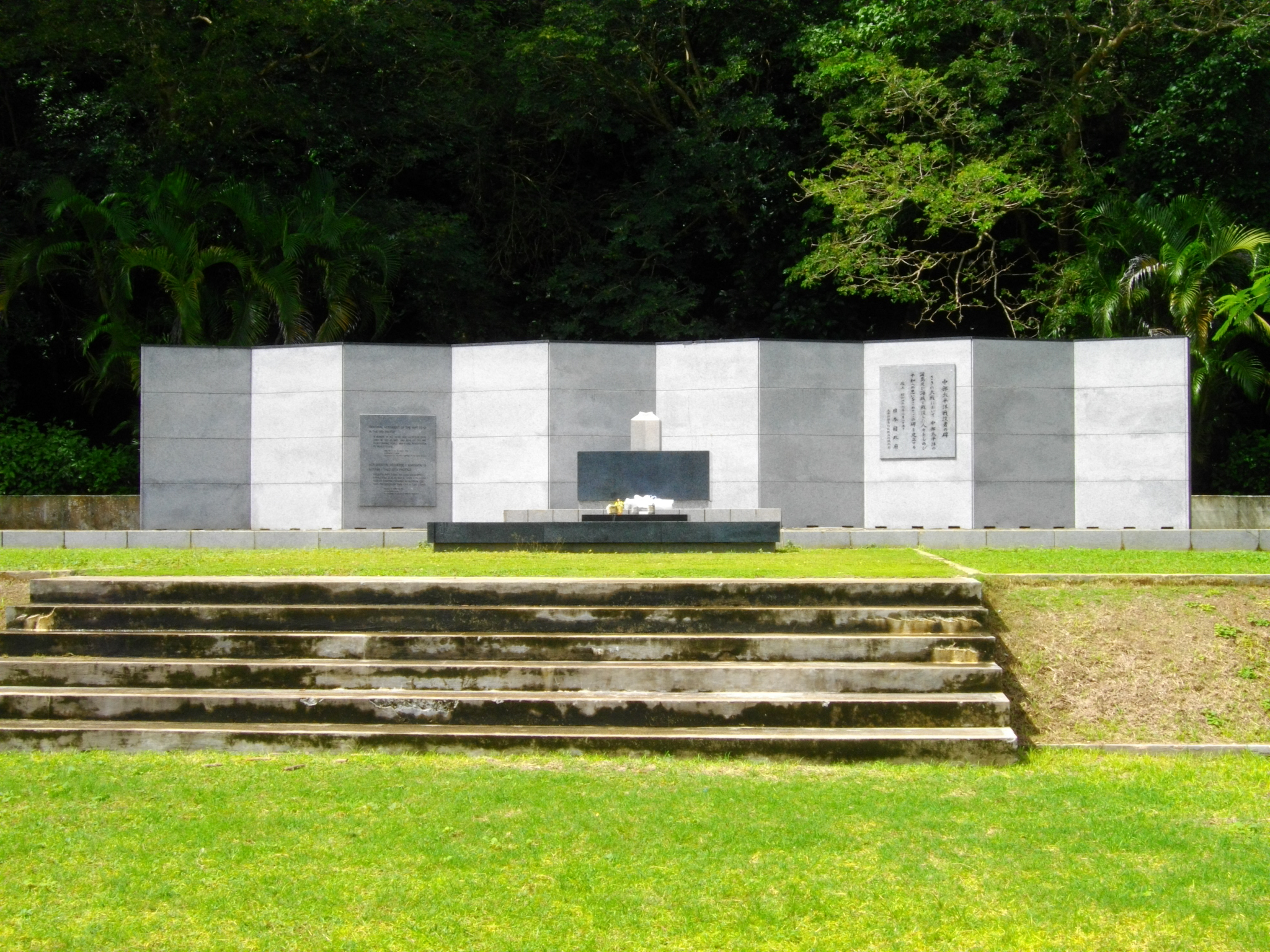
中部太平洋戦没者の碑
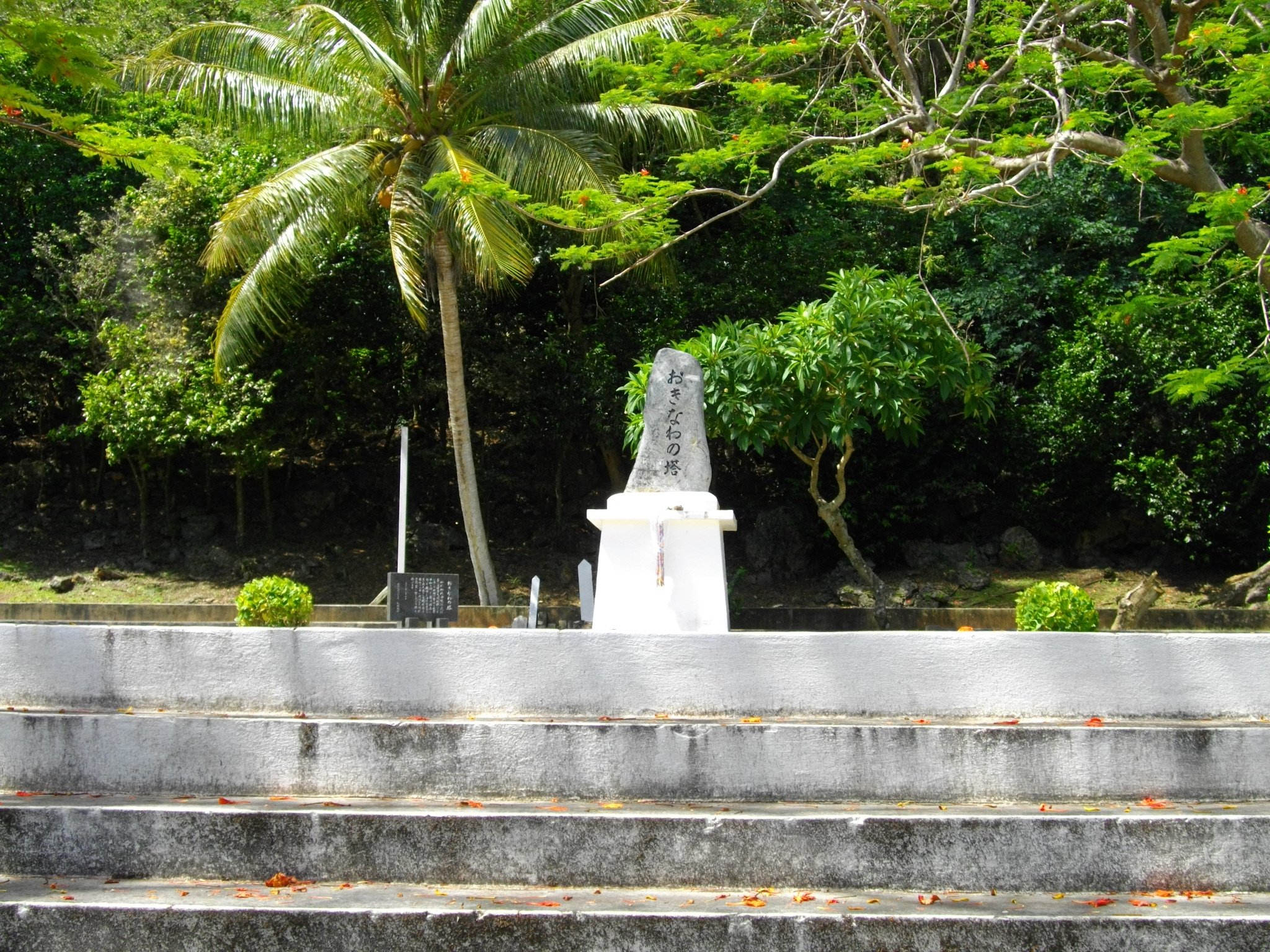
おきなわの塔
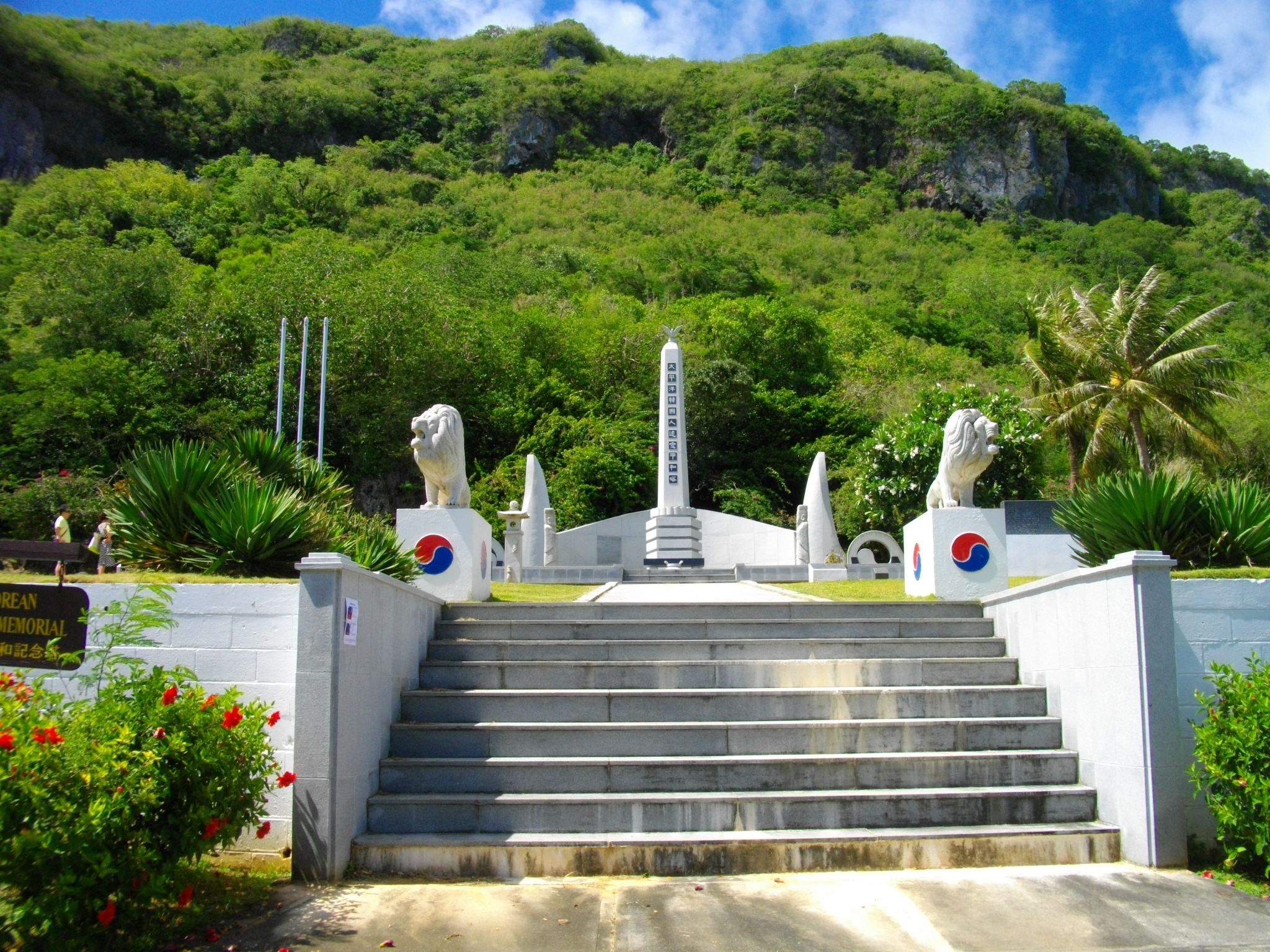
太平洋韓国人追念平和塔